# Villebois-les-Pins
Villebois-les-Pins är en kommun i departementet Drôme i regionen Auvergne-Rhône-Alpes i sydöstra Frankrike. Kommunen ligger i kantonen Séderon som tillhör arrondissementet Nyons. År 2022 hade Villebois-les-Pins 19 invånare.

## Befolkningsutveckling
Antalet invånare i kommunen Villebois-les-Pins
Referens:INSEE